# Ordine del liberatore San Martín
L'Ordine del liberatore San Martín è la massima onorificenza cavalleresca di stato dell'Argentina.

## Storia
L'ordine cavalleresco è dedicato alla memoria del generale José de San Martín, liberatore dell'Argentina dal giogo coloniale e fondatore del moderno Stato sudamericano.
Esso venne fondato con decreto nº 5.000 del 17 agosto 1943 e venne stabilito che esso servisse come ricompensa per i funzionari civili o militari stranieri i quali avessero ottenuto grandi meriti e riconoscimenti in Argentina o avessero portato grande onore allo Stato. Esso, data la sua natura, può essere concesso nella forma del collare anche ai capi di Stato stranieri in segno di amicizia e riconoscenza.

## Classi
L'Ordine è suddiviso nelle seguenti classi di merito:
- Collare
- Gran Croce
- Grand'Ufficiale
- Commendatore
- Ufficiale
- Cavaliere

| Nastri          |            |              |
| Cavaliere       | Ufficiale  | Commendatore |
| Grand'Ufficiale | Gran Croce | Collare      |

## Insegne
- Il collare è in oro ed è composto dall'alternarsi di due anelli con una borchia a forma di sole. Al collare sta appesa un'aquila portante una corona d'alloro dalla quale pende il medaglione composto di una stella raggiante a 16 raggi con al centro il ritratto in oro del generale San Martín circondato da un anello smaltato di blu.
- La placca è composta da una stella raggiante a 16 raggi con al centro il ritratto in oro del generale San Martín circondato da un anello smaltato di blu. Si porta sul lato sinistro del petto.
- La medaglia è composta da una stella raggiante a 16 raggi con al centro il ritratto in oro del generale San Martín circondato da un anello smaltato di blu. Essa è sostenuta al nastro tramite una corona d'alloro in oro.
- Il nastro è azzurro con una striscia bianca per parte.